# Reinhold Trampler
Reinhold Trampler, avstrijski sabljač, * 26. julij 1877, † 21. december 1964.
Na olimpijskih igrah v Stockholmu leta 1912 je kot član avstrijske sabljaške reprezentance osvojil srebrno olimpijsko medaljo.